# Alex Amsterdam
Alexander Rosin, dit Alex Amsterdam, (né le 22 octobre 1980 à Bad Oeynhausen, en Rhénanie-du-Nord-Westphalie), est un auteur-compositeur-interprète et musicien allemand.

## Biographie
Alexander Rosin est le fils de Volker Rosin, un auteur-compositeur-interprète pour enfants. À l'âge de quatre ans, il entre en studio pour la première fois et chante des chansons telles que Das Krokodil vom Nil, Mein Freund heißt Alexander et Es war einmal ein Apfel. Ces chansons sont également enregistrées pour l'émission Die Sendung mit der Maus. À l'âge de 13 ans, il avait déjà contribué à plus de dix albums de son père. Il suit ensuite une formation d'employé industriel (Industriekaufmann).
Début janvier 2018, Alexander Rosin est condamné à Düsseldorf à 15 mois de prison avec sursis et à 5 000 euros d'amende pour avoir mis en ligne une vidéo le montrant en train d'avoir des relations sexuelles avec une fan de 16 ans.

## Carrière
À l'âge de 19 ans, il forme le groupe Queen Mom (1999-2006), dont le rock alternatif mélodique jette les bases d'une écriture typiquement britannique. Après plus de 100 concerts et la sortie de cinq CD, il quitte le groupe en 2006 et s'installe à Düsseldorf, où il se donne le nom de scène d'Alex Amsterdam. Musicalement, il appartient aux genres indie pop, pop et rock.
Depuis 2006, il se produit en Allemagne et dans d'autres pays européens, notamment en Croatie, en Italie, en Tchéquie, en Autriche, en Suisse, en Belgique et aux Pays-Bas. Il a joué avec des musiciens et des groupes tels que Boyce Avenue, Kettcar, Jupiter Jones, Luxuslärm, Minus the Bear, La Vela Puerca, Auletta, Dendemann, Gisbert zu Knyphausen, Mikroboy, Bonaparte, Keith Caputo, Alberta Cross, Peter Green (ex-Fleetwood Mac), Killians, Heinz Rudolf Kunze, Fools Garden, Erdmöbel, Fidget, Nils Koppruch, Fire in the Attic, Dota und die Stadtpiraten, et Abi Wallenstein.
Après trois CD auto-édités, il signe en 2011 avec le label discographique indépendant Redfield Records, qui sort l'album Love is Fiction en 2012. Cette production est sortie en CD, LP et dans un coffret de luxe comprenant un DVD. Le premier single, Riot Girl, est diffusé par 1 Live, WDR2, SWR3, Radio Fritz et NDR 2, entre autres. Le deuxième single, Better Off Alone, compte plus de 328 000 vues sur YouTube en décembre 2015.
En 2013, Alex Amsterdam est soutenu et promu par l'organisation allemande à but non lucratif Initiative Musik.

## Groupe
Après une première tournée en solo, Alex Amsterdam est rejoint en 2008 par le claviériste Simon Horn, qui a également produit l'EP The Die is Cast (2009). Après le départ de Horn à la mi-2010, Alex Amsterdam décide de former un groupe. Entre 2010 et 2012, il tourne avec les musiciens Sabrina Maack (batterie), Thomas Palenberg (guitare basse) et Marc Aretz (guitare) et sort avec eux l'album Love is Fiction, qui est produit par Tobias Röger,.
Depuis la mi-2013, il se produit à nouveau en tant qu'artiste solo.

## Discographie
- 2007 : Lonely Streets and Empty Lanes
- 2008 : Stillness of a Moment
- 2009 : The Die is Cast
- 2012 : Love is Fiction
- 2015 : Come What May
- 2020 : Me and My Ego

## Distinctions
- 2007 : Deutscher Rock & Pop Preis - finaliste du concours allemand de rock et pop[10]
- 2009 : Line 6 Live Award 2009/2010 - lauréat de septembre de la plateforme événementielle allemande regioactive.de[11]
- 2009 : « nouvel artiste » NDR 2 - Révélation de la semaine de la station de radio allemande NDR 2[12]